# بازنشستگی
بازنشستگی فرآیندی است که در آن فرد از فعالیت‌های حرفه‌ای خود دست می‌کشد. این مرحله می‌تواند به صورت کامل یا نیمه‌وقت باشد، که در این صورت فرد با کاهش ساعات کاری یا حجم کار به تدریج از شغل خود فاصله می‌گیرد. بازنشستگی معمولاً به دلیل سالخوردگی، مشکلات جسمی یا تندرستی صورت می‌گیرد. در این دوره، فرد بازنشسته از مزایا و حقوق بازنشستگی بهره‌مند می‌شود و پس از فوت، این حقوق ممکن است به وراث او تعلق گیرد.
مفهوم بازنشستگی در بیشتر کشورها یک پدیده نسبتاً جدید است که اولین بار در اواخر قرن نوزدهم و اوایل قرن بیستم مطرح شد. پیش از آن، به دلیل امید به زندگی پایین و نبود سیستم‌های امنیت اجتماعی، بیشتر کارگران تا زمان مرگ به کار خود ادامه می‌دادند. در غرب، امپراتوری آلمان اولین کشوری بود که در سال ۱۸۸۹ (میلادی)، مزایای بازنشستگی را معرفی کرد. اکنون، بسیاری از کشورهای توسعه یافته دارای سیستم‌هایی برای پرداخت حقوق بازنشستگی هستند که عمدتاً توسط کارفرمایان یا دولت تأمین می‌شود. در حالی که در کشورهای کم‌تر توسعه یافته، حمایت از سالمندان بیشتر بر عهده خانواده است. امروزه، در بسیاری از جوامع، بازنشستگی به عنوان یک حق کارگر شناخته شده و موضوع بحث‌های ایدئولوژیک، اجتماعی، فرهنگی و سیاسی گسترده است. در بسیاری از کشورهای غربی، بازنشستگی به عنوان حقی در قوانین اساسی ذکر شده است. زمان بازنشستگی بر اساس شرایط کاری و کشور متفاوت است.

## تاریخچه
بازنشستگی، یا عمل ترک شغل یا ترک کار پس از رسیدن به سن خاصی، از حدود قرن هجدهم وجود داشته‌است. پیش از قرن هجدهم، میانگین طول عمر انسان‌ها بین ۲۶ تا ۴۰ سال بود. در نتیجه، تنها درصد کمی از جمعیت به سنی رسیدند که در آن مشکلات و نارسایی‌های جسمی مانعی برای کار می‌شد. کشورهای غربی در اواخر قرن نوزدهم و قرن بیستم شروع به اتخاذ سیاست‌های دولتی در مورد بازنشستگی کردند.